# Héctor Benito Sáez
Héctor Sáez Benito, nascido a 6 de novembro de 1993 em Caudete, é um ciclista espanhol, membro da equipa Euskadi Basque Country-Murias.

## Trajectória
A 7 de agosto de 2019 conseguiu a sua primeira vitória como profissional. Adjudicou-se a 6ª etapa da Volta a Portugal, depois de ser o melhor de uma fuga de onze corredores.

## Palmarés
2019
- 1 etapa da Volta a Portugal

## Resultados nas Grandes Voltas
Durante a sua carreira desportiva tem conseguido os seguintes postos nas Grandes Voltas.
| Carreira        | 2015 | 2016 | 2017 | 2018 | 2019 |
| --------------- | ---- | ---- | ---- | ---- | ---- |
| Giro d'Italia   | -    | -    | -    | -    | -    |
| Tour de France  | -    | -    | -    | -    | -    |
| Volta a Espanha | -    | -    | 76º  | 85º  | -    |

-: não participa 

Ab.: abandono 